# Kemal Burak Alper
Kemal Burak Alper (* 19. April 1988 in Antalya) ist ein türkischer Schauspieler.

## Biografie
Alper wurde am 19. April 1988 Antalya geboren. Er studierte an der Çukurova Üniversitesi. Sein Debüt gab er 2015 in dem Film Yola Çıkmak. Anschließend trat er 2016 in Mehmet Salih auf. Außerdem bekam er 2018 in dem Film Güvercin die Hauptrolle. Für seine Rolle gewann er beim 29. Ankara Uluslararası Film Festivali den Preis als bester Schauspieler.
Im selben Jahr war Alper in der Fernsehserie Behzat Ç.: Bir Ankara Polisiyesi zu sehen. Unter anderem bekam er eine Rolle in Nasipe Adayız. Von 2020 bis 2021 setzte er seine Karriere in Arıza fort. Außerdem spielte er 2021 in Kalp Yarası mit. 2023 wurde Alper für die Serie Benim Adım Farah gecastet.

## Filmografie
Filme
- 2015: Yola Çıkmak
- 2016: Mehmet Salih
- 2017: Siyaret
- 2018: Güvercin
- 2020: Nasipe Adayız
- 2025: Umami

Serien
- 2019: Behzat Ç.: Bir Ankara Polisiyesi
- 2020–2021: Arıza
- 2021: Kalp Yarası
- 2023: Benim Adım Farah